# Petchtai Wongkamlao
Petchtai Wongkamlao (thaï : เพ็ชรทาย วงษ์คำเหลา / RTGS : Phetthai Wongkhamlao / API : [pʰét.tʰāːj wōŋ.kʰām.lǎw]), beaucoup plus connu en Thaïlande sous son nom d'acteur Mum Jokmok (thaï: หม่ำ จ๊กมก, RTGS: Mam Chokmok, API : màm tɕók.mók), né le 24 juin 1965 dans la province de Yasothon, est un réalisateur et un acteur thaïlandais.
Cet acteur joue principalement dans les films d'arts martiaux, des films d'horreur et des comédies en second rôle.
Il joue souvent avec l'acteur Tony Jaa.
Malgré ses rôles dans les films d'actions, il est surtout l'un des humoristes les plus célèbres en Thaïlande.

## Biographie
Dans les années 1970 et 1980, Mum-Petchai commence sa carrière d'humoriste dans les cafés-concert et cafés-théâtre de Bangkok et il fonde sa propre troupe de comédiens avec Jaturong Mokjok.
En 1992, Mum participe au jeu télévisé Ching Roi Ching Lam (ชิงร้อยชิงล้าน) animé par Panya Nirankul : il devient immédiatement célèbre. Il participe aussi avec sa troupe au populaire jeu télévisé Wethithong (เวทีทอง) avec Kiat Kitcharoen.

Il anime de plus son propre show télévisé appelé Mum Show tous les samedis soir.

## Filmographie
- 1992 : Promise of the hearts of Mae Nak of Phra Kanong (สัญญาใจแม่นาคพระโขนง / San-ya Chai Mae Nak Phra Khanong)
- 1994 : Ban Phee Pob Part 11 (The Revenge of Pob Part 11 Yhib VS. Grandma Thongkum)
- 1994 : Ban Phee Pob Part 13 (13th Revenge of Pob)
- 2001 : Killer Tattoo
- 2003 : Ong-bak
- 2003 : Sai Lor Fah (สายล่อฟ้า / Pattaya Maniac)
- 2004 : The Bodyguard (บอดี้การ์ดหน้าเหลี่ยม /  Bodyguard)[1]
- 2005 : Midnight My Love (เฉิ่ม / Cherm)[2]
- 2005 : The Holy Man (Luang Phii Theng)
- 2005 : Dumber Heroes (พยัคฆ์ร้ายส่ายหน้า)
- 2005 : L'Honneur du dragon (ต้มยำกุ้ง / The Protector)
- 2005 : Yam Yasothon (แหยม ยโสธร / Hello Yasothon)[3]
- 2005 : Ghost Variety (วาไรตี้ ผีฉลุย / Chalui 4: Pee Chalui)
- 2006 : Chai Lai (Dangerous Flowers)
- 2006 : Krasue Valentine (Ghost of Valentine)
- 2006 : Nong Teng Nakleng-pukaotong
- 2007 : The Bodyguard 2 (บอดี้การ์ดหน้าเหลี่ยม 2 /  Bodyguard 2)[4]
- 2007 : Teng Nong Khon Ma Ha Hea
- 2007 : The Odd Couple (คู่แรด)
- 2007 : Konbai: The Movie (ฮะเก๋า)
- 2008 : Mum Deaw Hua Liem Hua Lam (หม่ำเดียว หัวเหลี่ยมหัวแหลม)
- 2008 : Ong-bak 2 : La Naissance du dragon
- 2009 : Yam Yasothon 2 (แหยม ยโสธร 2 / Hello Yasothon 2)
- 2010 : Ong-bak 3 : L'ultime combat
- 2011 : The Kick (วอนโดนเตะ)
- 2011 : Panya Raenu (ปัญญา เรณู)
- 2012 : Panya Raenu 2 (ปัญญา เรณู 2)[5]
- 2013 : Yam Yasothon 3 (แหยม ยโสธร 3 / Hello Yasothon 3)[6]
- 2013 L'Honneur du dragon 2
- 2014 : ทาสรักอสูร
- 2015 : อาม่า
- 2016 : ส่ม ภัค เสี่ยน
- 2016 :  Haunted School (โรงเรียนผี)
- 2017 : ส่มภัคเสี่ยน
- 2018 : ตุ๊ดตุ่กู้ชาติ
- 2018 : ขุนบันลือ
- 2019 : สิ้น 3 ต่อน
- 2019 : The Protect (บอดี้การ์ดหน้าหัก)
- 2019 : ฮักมะย๋อมมะแย๋ม
- 2020 : Love เลย 101 (Love เลย ร้อยเอ็ด)
- 2020 : Morning Glory Love Story (มนต์รักดอกผักบุ้ง เลิกคุยทั้งอำเภอ)
- 2023 : The Murderer (เมอร์เด้อเหรอ ฆาตกรรมอิหยังวะ)[7],[8]